# Anna Körnung
Anna Körnung , född 1964, är en svensk journalist som sedan 2021 är chefredaktör och ansvarig utgivare för Kommunalarbetaren . Körnung var tidigare bland annat vd och ordförande för publicistorganisationen Utgivarna, chefredaktör för gratistidningen Mitt i, chefredaktör för magasinet Veckans Affärer, redaktionschef för tidskriften Fokus. Körnung har också haft chefsjobb på Svenska Dagbladet och Aftonbladet.